# Грувбокс

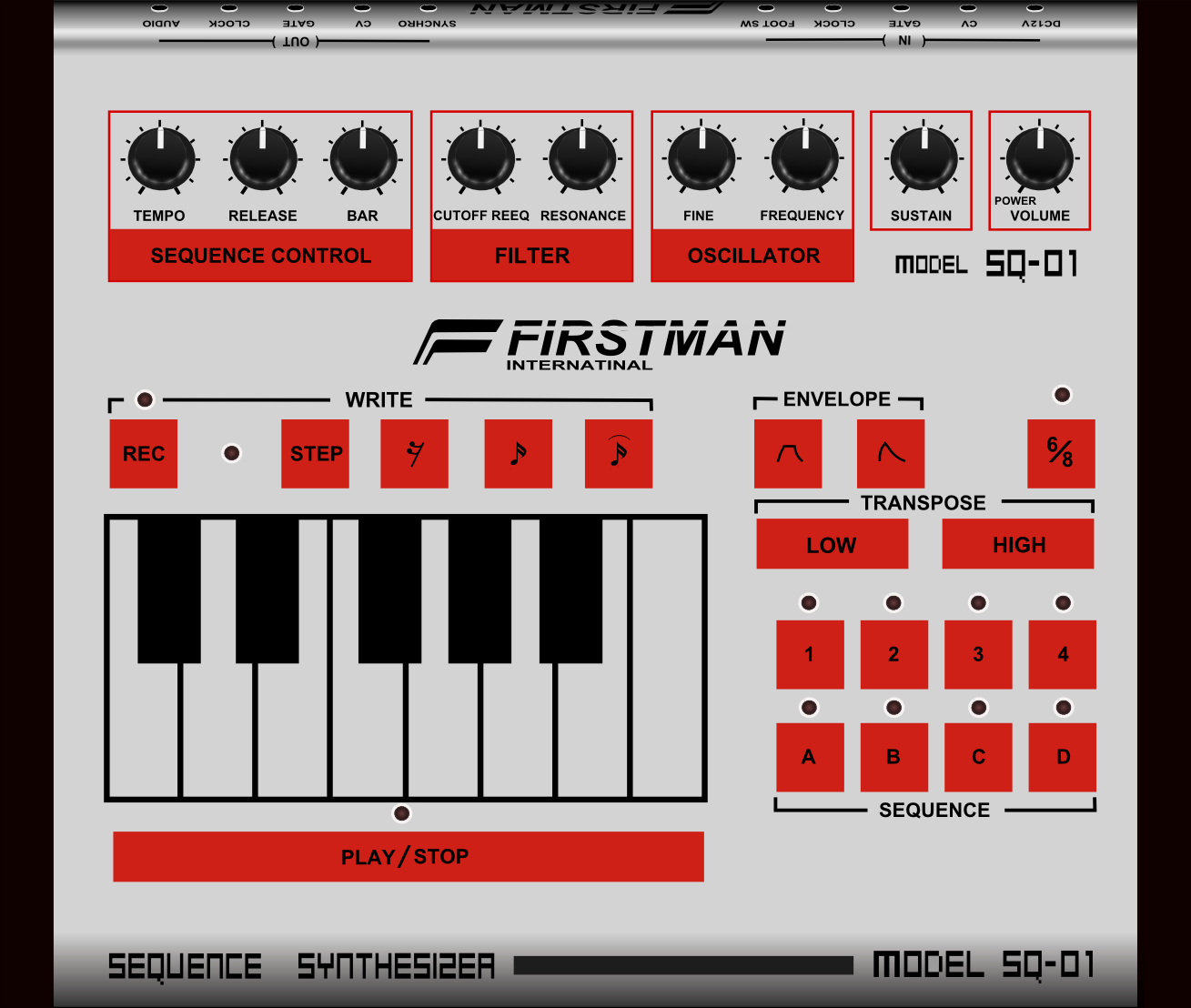
Firstman SQ-01 (1980)

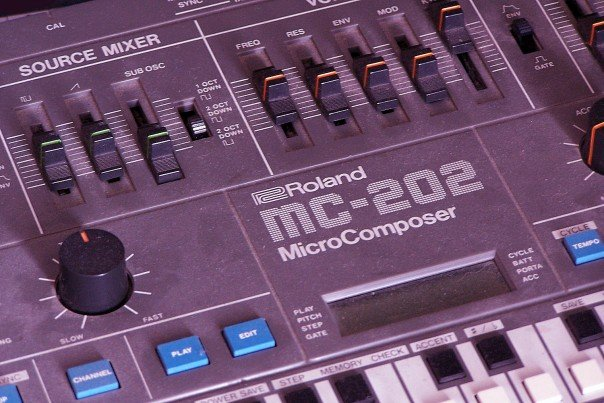
Roland MC-202 (1983)

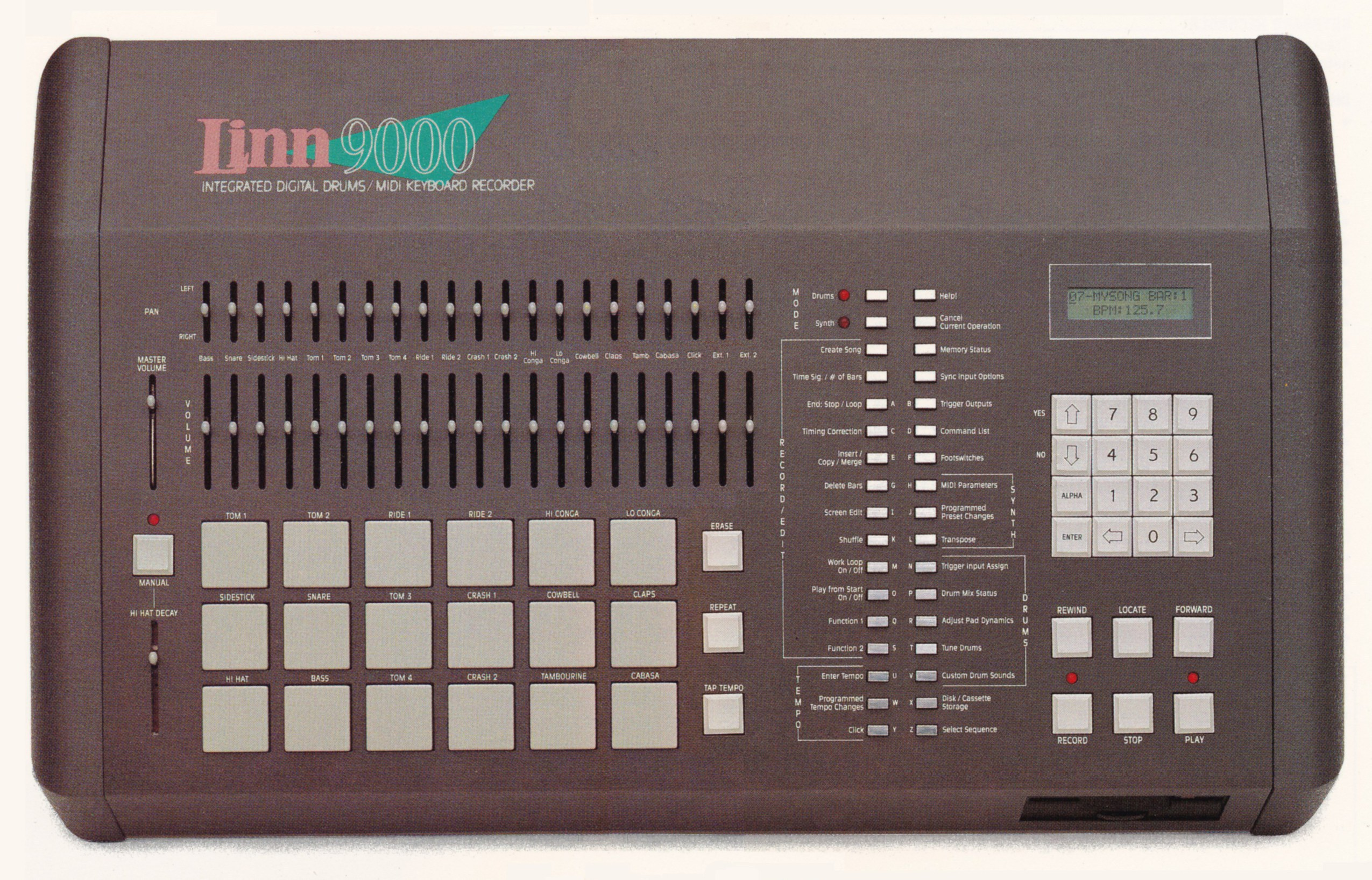
Linn 9000 (1984)

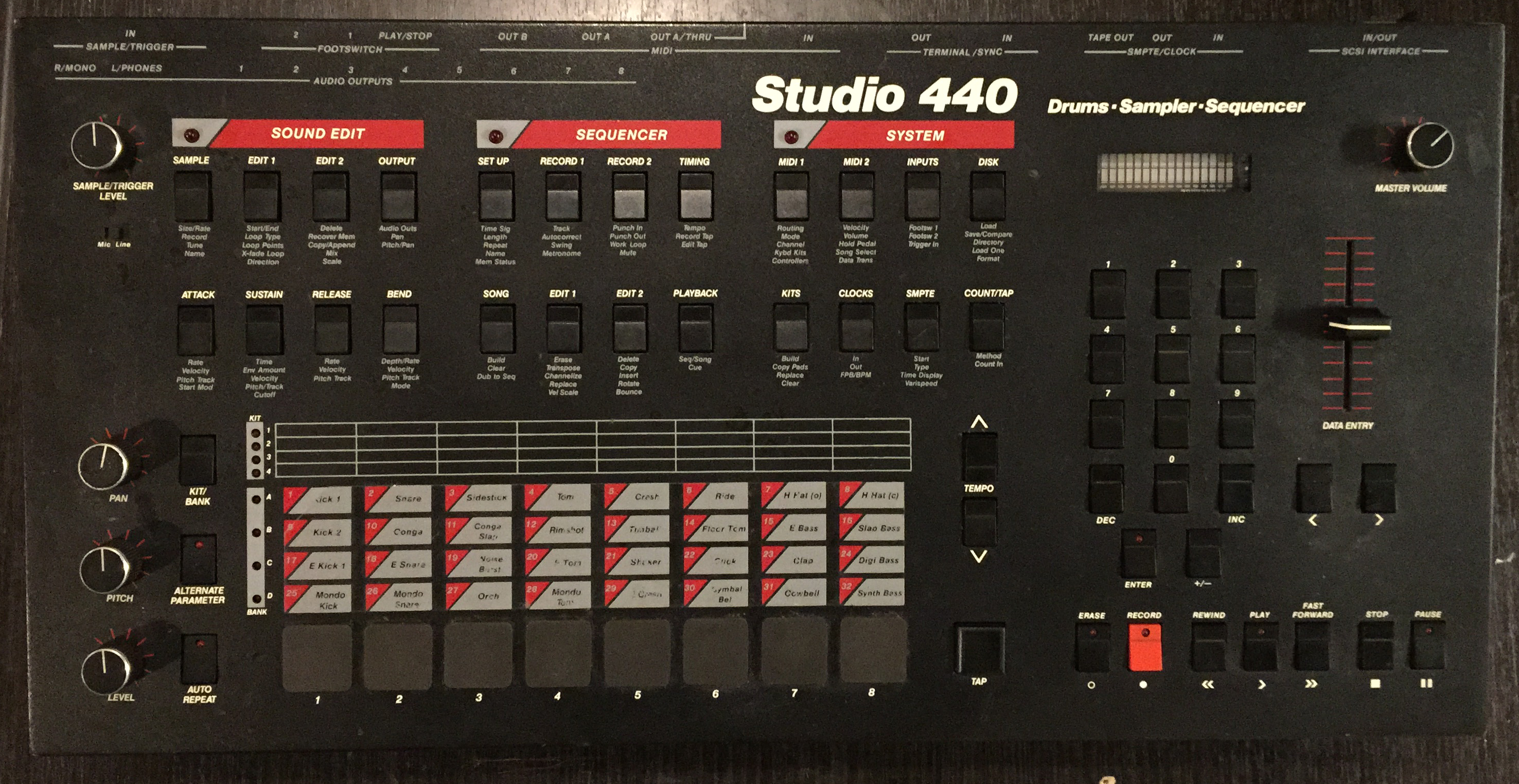
Sequential Circuits Studio 440 (1986)

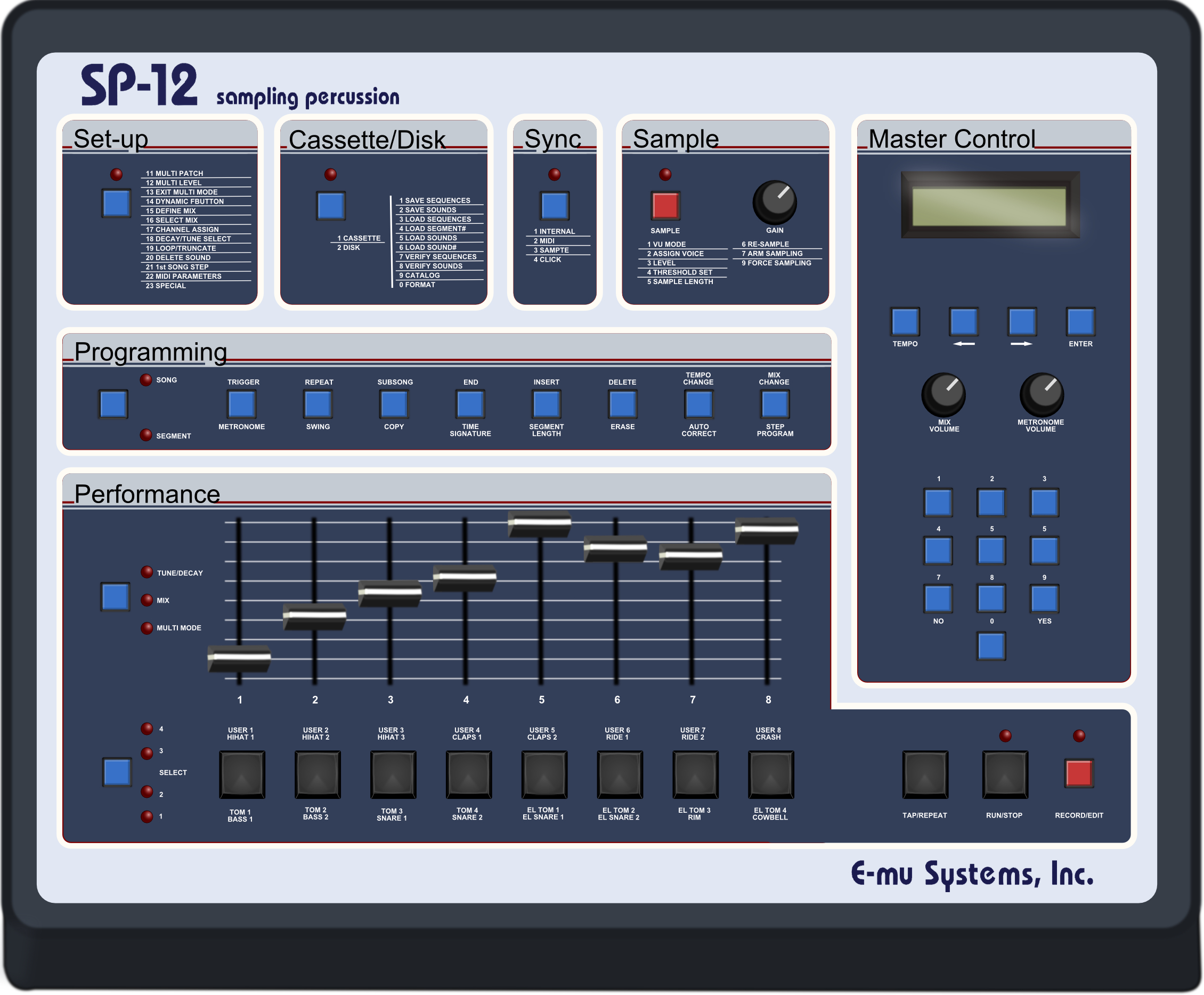
E-mu SP-12 (1986)

Грувбокс — це автономний електронний або цифровий музичний інструмент для створення живої електронної музики в циклі з високим ступенем контролю користувача, що сприяє імпровізації. Термін «Грувбокс» спочатку використовувався корпорацією Roland для позначення свого MC-303, випущеного в 1996 році. Термін з тих пір увійшов у загальне вживання, і концепція сходить до Movement Computer Systems Drum Computer у 1981 році.
Грувбокс складається з трьох інтегрованих елементів.
- Одне або кілька джерел звуку, наприклад драм-машина, синтезатор або семплер
- Музичний секвенсор
- Поверхня керування, яка являє собою комбінацію ручок (потенціометрів або поворотних датчиків), повзунків, кнопок і елементів відображення (світлодіоди та/або РК-екран)

Інтеграція цих елементів в єдину систему дозволяє музиканту швидко побудувати та контролювати послідовність на основі патерну, часто з кількома інструментальними чи ударними голосами, що грають одночасно.

## Моделі

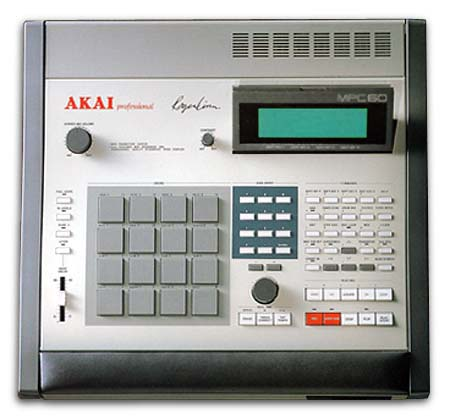
Akai MPC60 (1988)

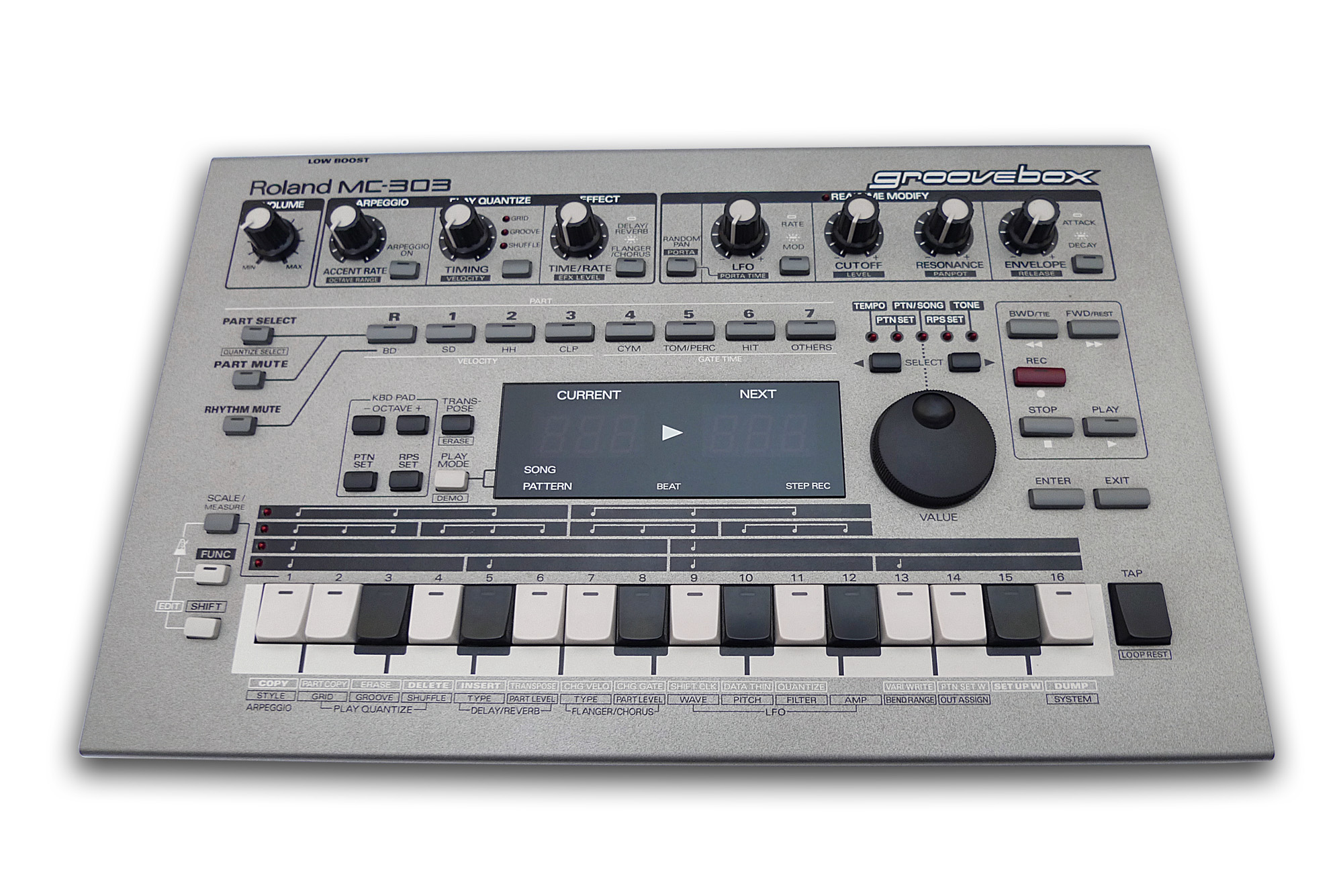
Roland MC-303 (1996)

У порядку внесення кожного виробника:
- 1972: Electronic Music Studios (EMS) Synthi AKS (аналоговий синтезатор із вбудованим цифровим музичним секвенсором і сенсорною клавіатурою для введення)
- 1980: Firstman SQ-01 (покроковий секвенсор із вбудованим аналоговим синтезатором і ручками)[3]
- 1981: Movement Computer Systems Movement Drum System I (1981), Movement Drum System II (1983)
- 1983: MC-202 корпорації Roland (1983–1985)[4] (аналоговий синтезатор на основі SH-101 з покроковим секвенсором і кнопковою клавіатурою для введення)
- 1984: Linn Electronics Linn 9000 (1984–1986)
- 1986: Sequential Circuits Studio 440 (1986–1987)
- 1986: E-mu Systems SP-12 (1986), SP-1200 (1987), Launch-Pad (1996), командні станції XL-7, MP-7, PX-7 (2001)
- 1986: Korg DDD-1 (1986), серія Electribe (1999–), Monotribe (2011), серія Volca (2013)
- 1986: Yamaha RX5 (1986), RX7 (1987), SU700 (1998), RM1x (1999–2002), RS7000 (2001), DX200 (2001), AN200 (2001)
- 1988: серія Akai MPC — MPC60 (1988), MPC60 II (1991), MPC500 (2006), MPC1000 (2003), MPC2000 (1997–2000), MPC2000XL (1999–2004), MPC2500 (2005), MP C3000 (1993), MPC4000 (2002–2008), MPC5000 (2008–2012), MPC One (2020), MPC Live (2017-2020), MPC Live II (2020), MPC X (2017)
- 1996: Quasimidi QM-309 Rave-o-lution (1996)
- 1996: Roland MC-303 (1996–1997), MC-505, MC-307, MC-09, D2, MC-909, MC-808, SP-404, SP-606, SP-808, SP-555, МВ-8000 (2003–2006), МВ-8800 (2007–2010), EF-303, SH-32, MC-101 (2019), MC-707 (2019)
- 1997: Ensoniq ASR-X (1997)
- 1998: SP-202, SP-303 (2001), SP-505 (2002) від Boss Corporation
- 1999: Zoom Corporation Sampletrak ST-224 (1999)[5]
- 2004: Електронна мономашина (2004–)
- 2004: Radikal Technologies Spectralis 1 (2004), Spectralis 2 (2009)
- 2009: Native Instruments Maschine (2009–)
- 2010: Beat Thang від Beat Kangz Electronics (2010–)
- 2015: Novation Circuit
- 2016: Pioneer DJ (з Дейвом Смітом) TORAIZ SP-16 (2016),[6] TORAIZ AS-1 (2017)[7]